# لیث (هلند)
لیث (به هلندی: Lith) یک منطقهٔ مسکونی در هلند است که در اوس (هلند) واقع شده‌است. لیث ۵۵٫۵۱ کیلومتر مربع مساحت و ۶٬۷۲۴ نفر جمعیت دارد.